# Maurice Féron
Maurice Émile Jean Louis Féron (Brussel, 1 maart 1865 - 9 mei 1929) was een Belgisch volksvertegenwoordiger en senator.

## Biografie

### Familie
Maurice Féron was een zoon van advocaat, volksvertegenwoordiger en liberaal voorman Émile Féron. Hij promoveerde tot doctor in de rechten (1886) aan de Université libre de Bruxelles en vestigde zich als advocaat in Brussel.
Hij trouwde in 1890 met Alice Vanderborght (1872-1967). Ze kregen twee zoons en drie dochters.
- Madeleine Féron (1891-1997), trouwde in 1911 in Brussel met Alfred Errera (1886-1960), wiskundige en hoogleraar aan de Université libre de Bruxelles, zoon van Paul Errera, advocaat, rechtsgeleerde, hoogleraar aan de Université libre de Bruxelles en burgemeester van Ukkel. Ze kregen een zoon en drie dochters. Ze trouwde vervolgens in 1924 in Brussel met Carl Janssen (1886-1941), doctor in de geneeskunde, zoon van Charles Janssen, advocaat en schepen van Brussel, en broer van baron Emmanuel Janssen, medeoprichter en vicevoorzitter van de Generale Bank en oprichter en voorzitter van Union Chimique Belge. Het huwelijk bleef kinderloos.
- Lucien Féron (1893-1993), trouwde in 1920 met Raymonde Stoclet (1897-1963), dochter van Adolphe Stoclet en kleindochter van Arthur Stevens. Ze kregen twee zoons en een dochter. Zijn zoons Michel Féron en Denis Féron namen beide tweemaal deel aan de Olympische Winterspelen.
- Laure Féron (°1895), trouwde in 1923 in Elsene met Odilon-Jean Périer, dichter, kleinzoon van Albert Thys. Ze kregen een zoon. Ze hertrouwde in 1932 met Auguste-Sidoine Gérard (1904-1967), bestuurder van koloniale ondernemingen van de Société générale de Belgique. Het huwelijk bleef kinderloos.

Féron was een schoonbroer van premier Paul-Émile Janson.

### Loopbaan
Féron volgde zijn vader op in de liberale publicatie La Réforme. Hij was een trouwe volgeling van de linkse professor Élisée Reclus, werd docent aan de Université nouvelle de Bruxelles en behoorde tot de groep van 'radicale liberalen'.
In 1913 werd Féron liberaal volksvertegenwoordiger, een jaar nadat zijn vader het parlement had verlaten, en als opvolger van de overleden Paul Janson. Hij vervulde dit mandaat tot in 1919. In 1921 werd hij verkozen tot senator voor het arrondissement Brussel en bleef dit tot aan zijn dood.